# Mpurnatu
Lu mpurnatu o mpurnatu (che significa in italiano "l'infornato" o "infornato") è un piatto tipico di Campobello di Licata.
Si tratta di un timballo di pasta tipo ziti fatto con ragù, carne di maiale, cavolfiori, uova, pecorino ed altre essenze spesso segrete e tramandate di generazione in generazione. in parte simile al pastizio, piatto tipico greco. 
Ad aprile si svolge una sagra a Campobello di Licata dedicata a questa specialità tipica della cittadina.
Nel 2019, con grande successo di partecipanti e turisti, la sagra è giunta alla IX edizione.